# Mired

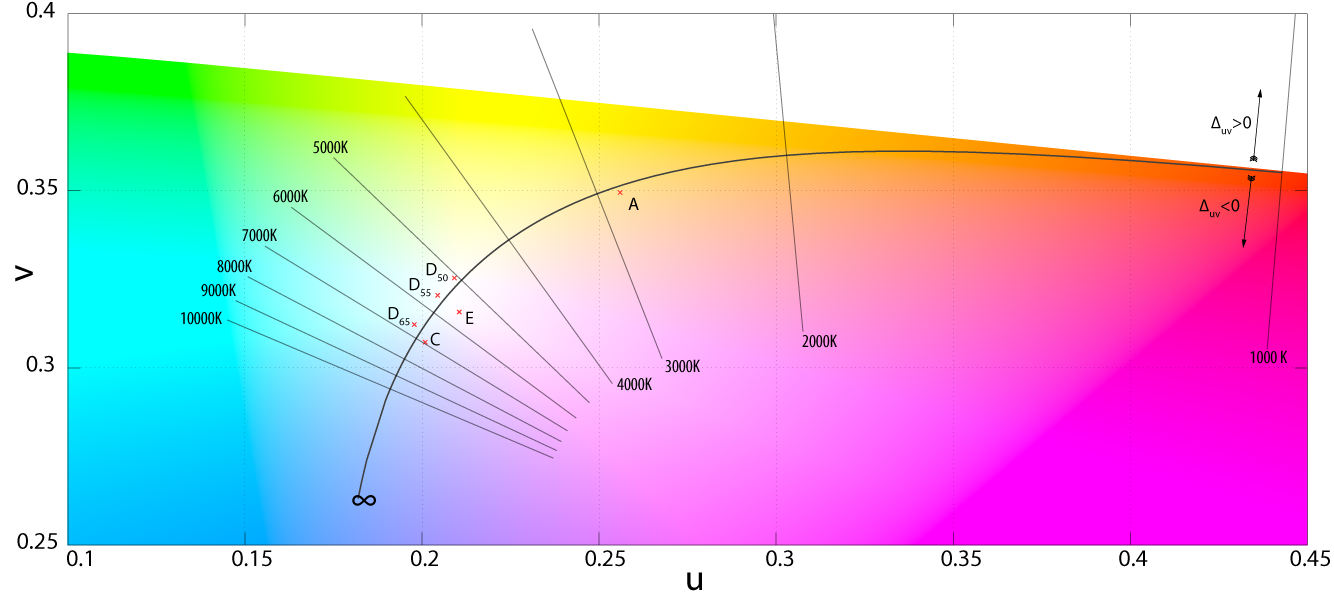
Représentation du lieu des corps noirs dans l'espace couleur CIE UVW, avec les isothermes en kelvins. Les isothermes se succèdent à intervalles irréguliers, de 1000 K à 10000 K.

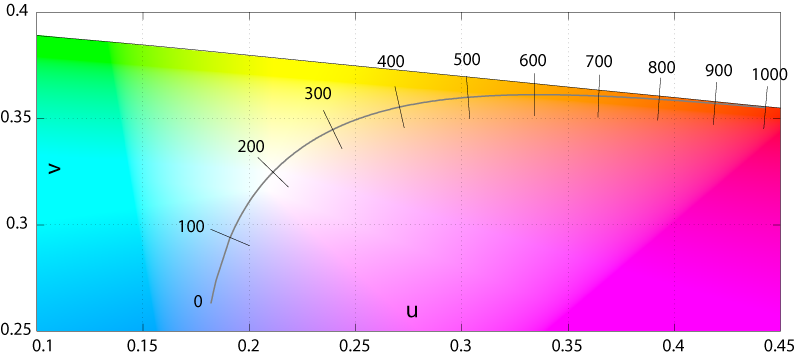
Représentation du lieu des corps noirs dans le même espace, avec les isothermes en mireds. Les isothermes se succèdent à intervalles réguliers.

Le mired (contraction de l'expression anglaise MIcro REciprocal Degree) est une unité de mesure de l'inverse de la température de couleur, aussi appelée température inverse. Le terme mired est aujourd'hui généralement remplacé par MK-1 (mégakelvin inverse, mégakelvin inversé, reciprocal megakelvin en anglais). Sa relation avec le kelvin est la suivante :
{\displaystyle M={\frac {1\,000\,000}{T}}={\frac {10^{6}}{T}}},
avec M en mireds ou MK-1, et T en kelvins.
L'inverse de la température de couleur est approprié pour caractériser les variations de couleur telles que perçues par l'œil humain. Un même écart de l'inverse de température de couleur correspond à une différence de couleur similaire. La multiplication par un million, pour obtenir le mired, permet d'obtenir des nombres d'usage commode. Cette unité a été introduite en 1932 par Irwin G. Priest (en) : il observa que le seuil de discrimination entre deux couleurs est approximativement uniforme sur l'échelle de l'inverse de la température de couleur,. L'emploi du mired permet d'obtenir une mesure de la température de couleur qui reflète approximativement la variation des couleurs telle que perçue par l'œil humain.
En photographie, cette unité permet de quantifier facilement l'effet des filtres de conversion de température de couleur.

## Application en photographie
En photographie, le mired est utilisé pour indiquer le décalage {\displaystyle \Delta M}de température de couleur (mired shift en anglais), entre {\displaystyle T_{1}} (température de couleur de la lumière avant conversion) et {\displaystyle T_{2}} (température de couleur de la lumière après conversion), provoqué par un filtre convertisseur ou correcteur de température de couleur. La nomenclature Kodak Wratten est couramment employée, tout comme les dénominations CTO (color temperature orange) et CTB (color temperature blue), avec les différentes nuances (double CTB, full CTB, half CTB, quarter CTB, etc.).
{\displaystyle \Delta M=10^{6}\left({\frac {1}{T_{2}}}-{\frac {1}{T_{1}}}\right)}.

## Exemples
Voici deux exemples de température de couleur, avec les correspondances entre kelvins et mireds.
|           | {\displaystyle T} | {\displaystyle M} |
| --------- | ----------------- | ----------------- |
| Ciel bleu | 25 000 K          | 40 MK−1           |
| Flash     | 5 000 K           | 200 MK−1          |

Nomogramme de calcul de la différence de température de couleur en mireds

Pour utiliser une lampe à incandescence halogène (3 200 K) en présence de lumière naturelle (5 500 K) sans altérer la dominante de couleur, on utilise un filtre full CTB (équivalent d'un filtre Kodak Wratten 80A) provoquant un décalage :
{\displaystyle \Delta M=\mathrm {{\frac {10^{6}}{5\,500\,K}}-{\frac {10^{6}}{3\,200\,K}}\approx -131\ MK^{-1}} }.
Cependant, les filtres sont prévus pour une conversion ou une correction spécifique. Si on l'utilise avec des lumières très différentes, par exemple pour convertir la lumière d'une lampe à incandescence d'une TC de 2 250 K en lumière de lampe à incandescence halogène de température de couleur 3 200 K, la conversion sera imparfaite, alors que la différence de température de couleur des lumières en mireds est la même (-131 MK-1). Il faudra ajouter un léger filtre magenta.
Les deux exemples ci-dessous montrent qu'une différence de 1 000 K peut correspondre à des variations de couleur nettement différentes selon le niveau de température.
| {\displaystyle \Delta T}    | {\displaystyle \Delta M} |
| --------------------------- | ------------------------ |
| 4 000 K – 3 000 K = 1 000 K | 83 MK−1                  |
| 7 000 K – 6 000 K = 1 000 K | 24 MK−1                  |